# GUT
GUT es una banda alemana de Grindcore y Death metal nacida en 1991 en la ciudad de Berlín, sus letras abordan el terror psicológico, el maltrato, la crítica sociopolítica, el gore, la violencia e incluso violaciones, pero siempre tratadas desde un punto de vista crítica y totalmente en contra de ello.
En su puesta en escena siempre usan máscaras, las cuáles no salen sin usar en ninguna aparición pública, debido a esto y que sus integrantes no revelan sus verdaderos nombres, usando en su lugar apodos se desconoce la identidad de los miembros de esta banda. 

## Integrantes

### Formación actual
- Bukkake Boy (Spermsoaked Consumer of Pussy Barbecue) - vocales, programación.
- G. Chezus (Torturer of Lacerated and Satanic Tits) - guitarra, vocal de apoyo.
- H.H. Boner (Organic Masturbator of 1000 Splatter Whores) - batería, vocal de apoyo.

## Discografía
- Drowned in Female Excrements Demo
- Drink Vagina Soup Or Die 2 Demo
- Spermany's Most Wanted 7" EP
- Hyper-Intestinal Vulva Desecration 7" EP
- Assyfied/Pussyfied 7" EP
- Want Some Nuke or Gut? Split Cassette con Nuke
- Gefotzt Gefistelt Promo Cassette
- Twat Enema Split 7" con Gore Beyond Necropsy
- Split 7" EP with Morphea
- Fistful of Sperm Split 7" EP con Brain Damage
- Cripple Bitch Split 7" EP con Retaliation
- Odour of Torture CD
- Enter the Painroom Split 7" LIVE STUFF EP con Dead
- The Singles Collection CD
- Odour of Torture CD Rerelease
- The Cumback 2006 CD
- Pimps of Gore SPLIT 7" EP WITH GONORRHEA PUSSY
- Girls on Acid split 7" EP con Rompeprop